# Spiralturbine

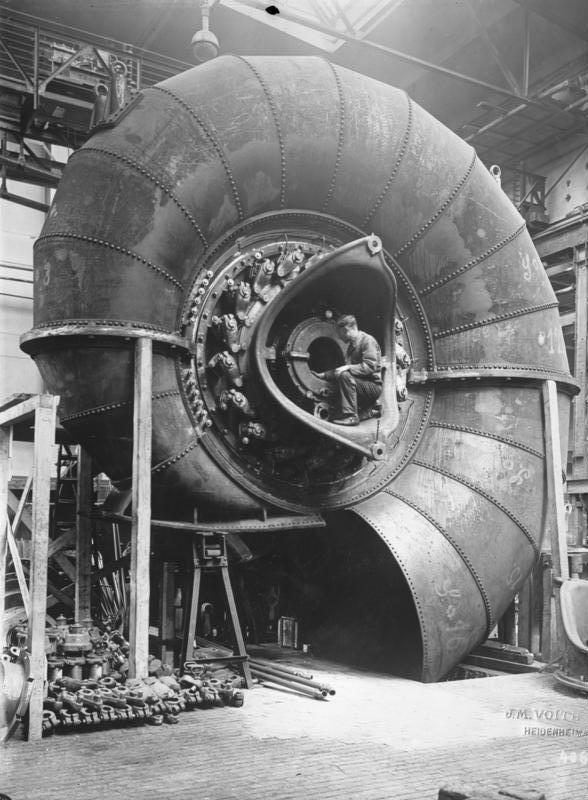
Von Voith gefertigte Einlaufspirale für eine Kaplan-Turbine des Kraftwerks Ardnacrusha in Irland, 1928

Eine Spiralturbine, auch geschlossene Turbine, ist eine Wasserturbine, die mit einer Einlaufspirale versehen ist. Der Gegensatz dazu ist die Schachtturbine, auch offene Turbine oder Kammerturbine genannt, bei der das Wasser vor dem Eintritt in den Leitschaufelkranz nicht besonders geführt wird. Spiralturbinen sind heute die übliche Bauform für Francis- und Kaplan-Turbinen. Sie haben gegenüber Schachtturbinen einen besseren Wirkungsgrad. Schachtturbinen sind heute meist nur noch bei historischen Kraftwerken und Kleinwasserkraftwerken mit geringen Fallhöhen anzutreffen.

## Geschichte
Die 1849 entwickelte Francis-Turbine wurde am Anfang als Schachtturbine ausgeführt. Diese einfache Konstruktion ließ sich aber nur für Fallhöhen bis 5 Meter verwenden. In Deutschland fügte Georg A. Pfarr der Francis-Turbine die Einlaufspirale hinzu, sodass auch größere Fallhöhen genutzt werden konnten.

## Technik

### Einlaufspirale
Die Einlaufspirale sorgt dafür, dass das Wasser schon vor dem Auftreten auf den Leitschaufelkranz einen zusätzlichen Drall erhält und auf dem ganzen Umfang der Turbine mit gleicher Geschwindigkeit auf den Leitschaufelkranz auftritt. Die Einlaufspirale hat die Form einer eingängigen Schnecke, deren Durchmesser sich gegen innen verkleinert. Dies sorgt dafür, dass am ganzen Umfang der Turbine der gleiche Druck und die gleiche Geschwindigkeit gehalten werden kann, obschon der Volumenstrom, durch das in die Turbine strömende Wasser, vom Eintrittsstutzen der Einlaufspirale bis zu deren Ende immer kleiner wird. Das Wasser tritt durch einen Spalt an der Innenseite der Schnecke in den Leitschaufelkranz ein.
Einlaufspiralen für große Fallhöhen sind als Stahlguss-  oder Schweißkonstruktionen ausgeführt. Bei niedrigen Fallhöhen, besonders bei Kaplan-Turbinen, ist die Einlaufspirale meist aus Beton. Aus konstruktiven Gründen schließt die Lippe des Spaltes an der Innenseite der Einlaufspirale an ein Traversenring an, der aus zwei Traversenringdecks besteht, die mit Traversen verbunden sind. Diese Traversen sind als feststehende Leitschaufeln vor dem Leitschaufelkranz ausgebildet. Große Spiralgehäuse müssen in mehreren Teilen hergestellt werden, die handhabbar und transportierbar sind. Sie werden erst auf der Baustelle zusammengesetzt.

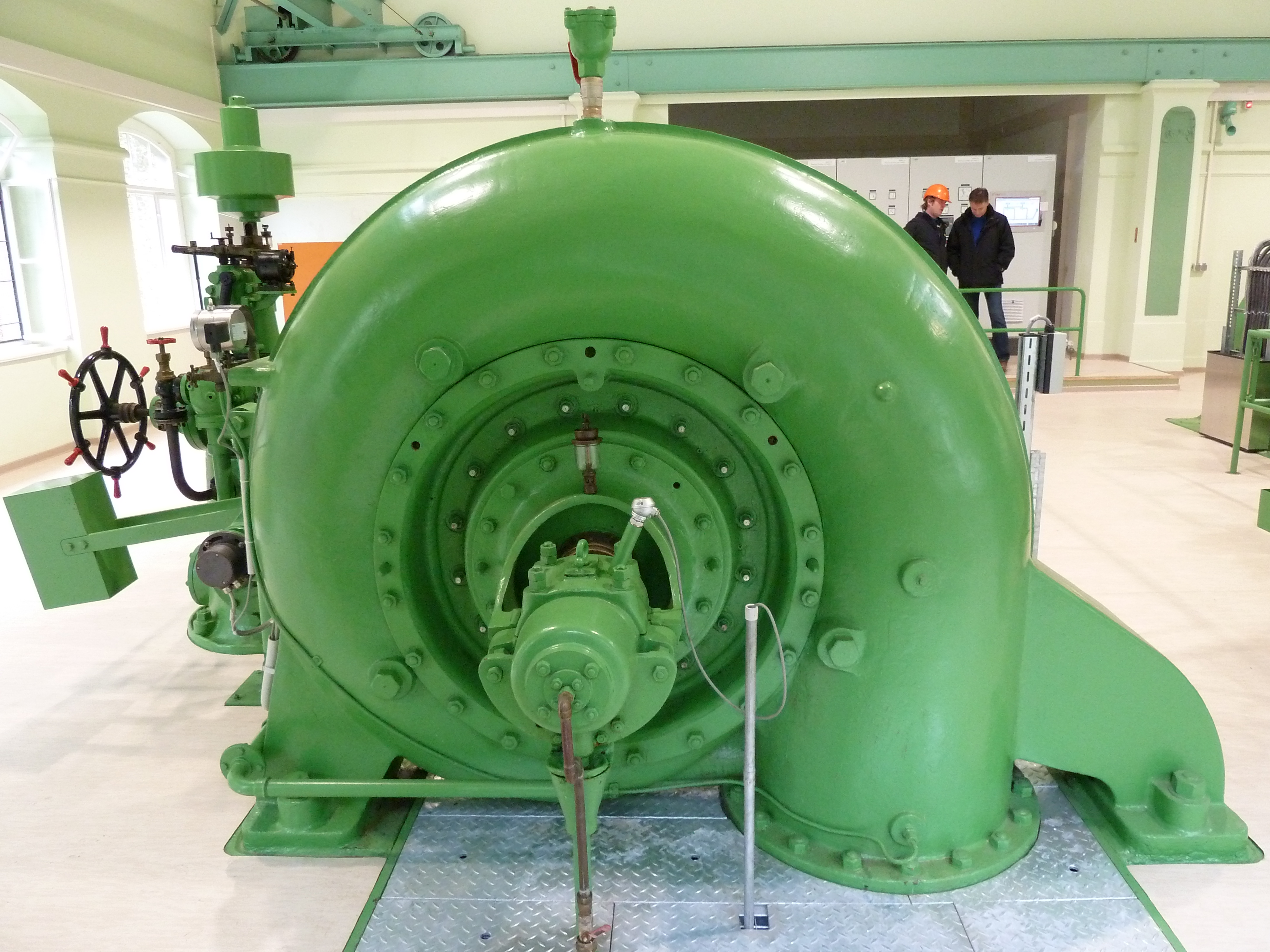
Einlaufspirale einer liegenden Francis-Turbine im Kraftwerks Rabenauer Grund
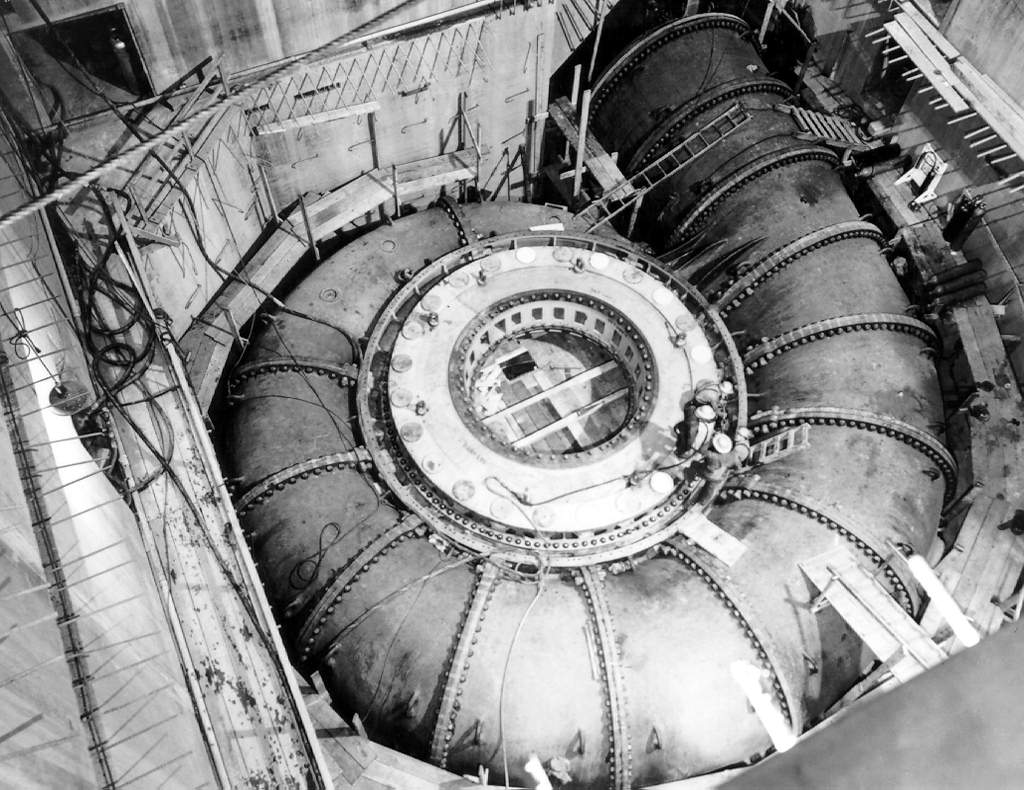
Mehrteiliges Spiralgehäuse einer vertikalen Francisturbine in den 1940er Jahren, Grand Coulee-Talsperre, USA

### Schachtturbine
Bei Schachtturbinen ist die Turbine in einer einfachen rechteckigen Turbinenkammer untergebracht. Das Wasser läuft ohne zusätzliche Führung direkt in den Leitschaufelkranz ein. Das Gestänge zum Verstellen der Leitschaufeln liegt offen im Oberwasser. Verwirbelungen des Oberwassers in den Ecken der Turbinenkammer und ungleichmäßige Anströmung des Turbinenumfangs führen zu Wirkungsgradverlusten.

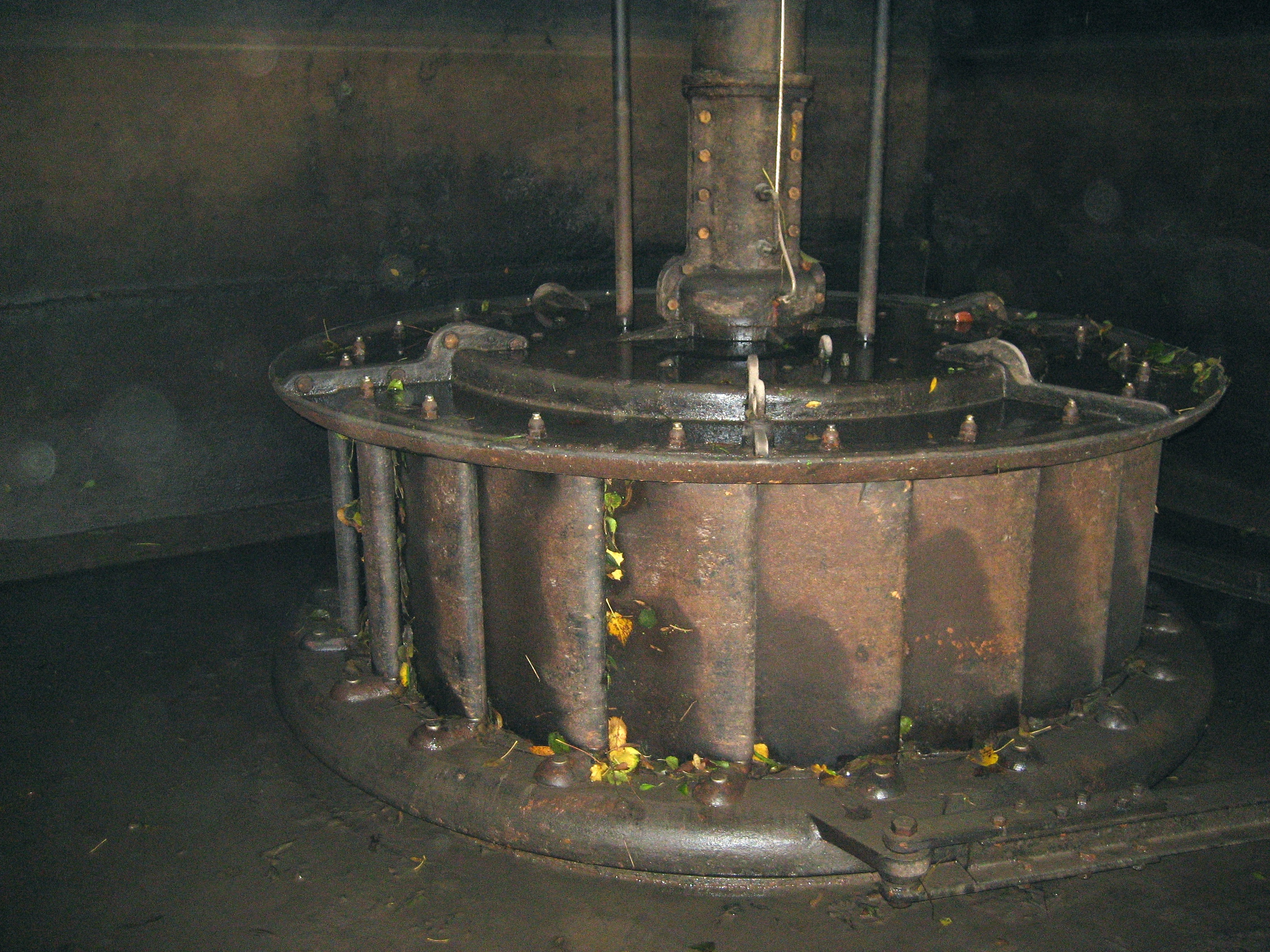
Francis-Schachtturbine
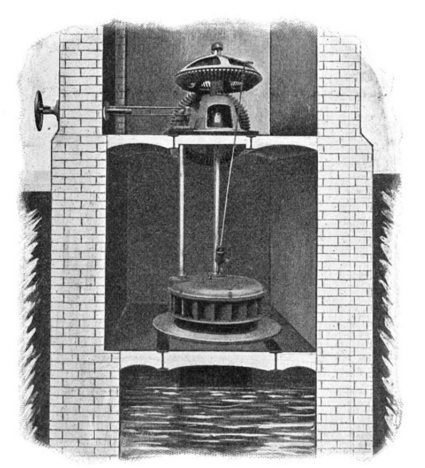
Stehende Francis-Schachtturbine von G. Luther aus Braunschweig, ca. 1907
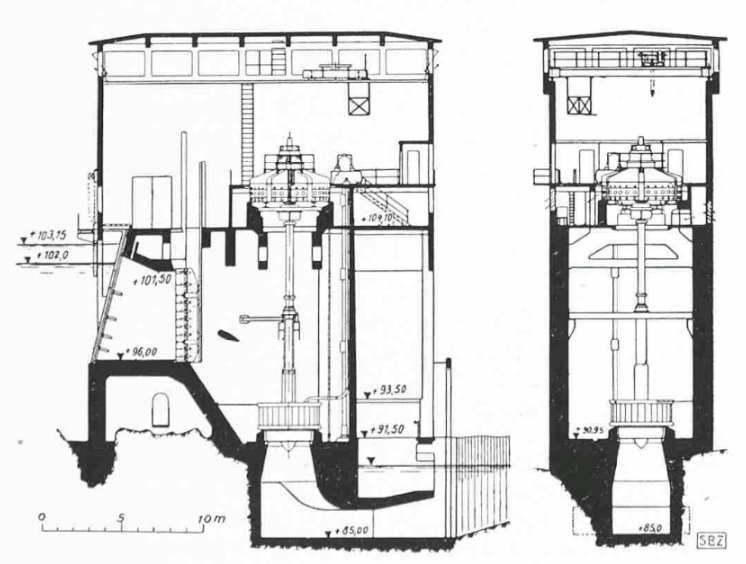
Kaplan-Schachtturbine im schwedischen Kraftwerk Skogsforsen, 1939